# Fodor Géza (matematikus)
Fodor Géza (Szeged, 1927. május 6. – Szeged, 1977. szeptember 28.) matematikus, egyetemi tanár, a Magyar Tudományos Akadémia levelező tagja (1973).
Kutatási területe: a halmazelmélet, ezen belül a kéttagú relációk és általánosítások, halmazleképezések, halmazideálok; a transzfinit számok elmélete.

## Életpályája
Fodor József és Ács-Sánta Ilona fia. Felsőfokú tanulmányokat a Szegedi Tudományegyetem Természettudományi Karán folytatott matematika-fizika szakon, matematika-fizika szakos középiskolai tanári oklevelét 1950-ben kapta kézhez. Bekerült a Bolyai Intézetbe gyakornoknak. Nemzetközi hírű mesterei voltak, köztük Rédei László, Kalmár László, Szőkefalvi-Nagy Béla. Egyetemi doktori vizsgát 1960-ban tett, 1954-ben  a kandidátusi fokozatot, 1967-ben a matematika tudomány doktora fokozatot érte el. Kandidátusi disszertációját a halmazleképzések szerkezete tárgykörből írta, akadémiai doktori értekezésében a regressziv függvények elméletéről és alkalmazásáról fejtette ki nézeteit.
1963/64-ben 8 hónapig volt Rómában tanulmányúton (Instituto Nazionale per le Applicazioni del Calcolo), többi tanulmányútjai rövid időre szóltak (Csehszlovákia, 1959; Svédország, 1962; Szovjetunió, 1966; Franciaország, 1970). 1973. május 11-én választották be az MTA levelező tagjainak sorába, székfoglaló előadását 1974. április 11-én tartotta meg Vizsgálatok a halmazelmélet köréből címen.
A Bolyai Intézetben 1959. szeptember 15-étől kapta meg a docensi, 1967. augusztus 1-jétől az egyetemi tanári kinevezést. 1971-től A Matematika Alapjai és Számítástudományi Tanszék kettévált, a Számítástudományi Tanszék vezetője Kalmár László maradt, a másik Halmazelméleti és Logikai Tanszék vezetését Fodor Gézára bízták. A kutatás, az oktatás és a tanszékvezetés mellett 1973-tól 1976-ig a most már József Attiláról elnevezett Tudományegyetem rektori teendőit is Fodor Géza látta el. A munkából ragadta el őt a halál. A szegedi Belvárosi temetőben nyugszik.

## Munkássága
Fodor Géza nevét a kombinatorikus halmazelmélet két jelentős tétele viseli. Ezek egyike a stacionárius halmazok elméletének a kialakulásához vezetett, amelynek olyan nagy előfutárai voltak, mint Alekszandrov és Uriszon, s amely ma már a halmazelmélet abc-jéhez tartozik. A másik Fodor-tétel a halmazleképezések Turán Pál kezdeményezte elméletének egyik alapvető megállapítása: alacsony (végtelen) rendű halmazleképzés értelmezési tartománya előáll független halmazok legfeljebb ugyanolyan alacsony számosságú halmazának egyesítéseként.

Tudományos közleményeit magyar, német és angol nyelven publikálta.

## Tanulmányai (válogatás)
- Proof of a conjecture of P. Erdős. Acta Scientiarum Mathematicarum, Szeged,[8] 1952.
- On a problem in the set theory. ASciMathSze, 1954.
- Generalization of a theorem of Alexandroff and Urysohn. ASciMathSze, 1955.
- Über transfinite Funktionen I-III. ASciMathSze,, 1960; 1961.
- On the structure of set mappings and the existence of free sets. Máté Attilával. Ann. Mat. Pura ed Appl., 1964.
- On a process concerning inaccessible cardinals: I-III. ASciMathSze, 1966-1967.
- Disjoint systems over set ideals. (On a generalization of the usual conception of almost disjoint set systems.) Máté Attilával. Fund. Math., 1968.
- Some results concerning regressive functions. Hajnal Andrással. ASciMathSze, 1969.
- Principal sequence and stacionary sets ASciMathSze, 1973.

## Tudományos tisztségei

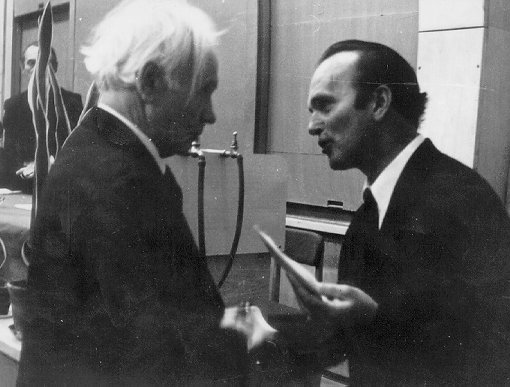
A 80. éves Ábrahám Ambrus zoológust, MTA tagot köszönti Fodor Géza rektor, 1973.

- MTA Matematikai és Fizikai Tudományok Osztálya tagja
- MTA Matematikai Szakbizottság (1960–1977)
- Tudományos Minősítő Bizottság Matematikai Szakbizottság (1967–1973)
- Művelődésügyi Minisztérium Matematikai Szakbizottsági tag (1963–1969)

## Társasági tagság
- Bolyai János Matematikai Társaság (1950–1977)

## Kitüntetések
- Szocialista Munkáért érdemérem (1963)
- Munka Érdemrend ezüst fokozata (1966)